# Igreja Matriz de Santa Maria (Évora Monte)
A Igreja Matriz de Santa Maria de Évora Monte, também referida como Igreja de Nossa Senhora da Conceição, localiza-se junto à Porta do Freixo, na zona intramuros da vila de Évora Monte, Município de Estremoz, distrito de Évora, no Alentejo, em Portugal. Trata-se de um edifício de três naves.
O primitivo templo já existia em 1359. Foi reconstruído no século XVI por iniciativa do Cardeal-Infante Dom Afonso, bispo de Évora.